# Metilclorofosfinoóxi isopropóxi
Metilclorofosfinooxi isopropóxi, é um composto organofosforado sintético de formula molecular {\displaystyle {\ce {C4H10ClO2P}}}, é identificado como 2-[cloro(metil)fosforil]oxipropano, 

## Referencia
1. ↑  PubChem. «HSDB : 7671». pubchem.ncbi.nlm.nih.gov (em inglês). Consultado em 9 de novembro de 2019